# حرب الجسور (السودان)
حرب الجسور هى سلسلة من أعمال تخريبية و مناوشات و تبادل سيطرة على الجسور بين قوات الجيش السودانية و قوات الدعم السريع اتبعها الطرفين في خضم أحداث نزاع السودان 2023 لقتل نقاط عبور الخصم.

## أحداث
بدأت حرب الجسور أثر اندلاع حرب السودان يوم 15 أبريل 2023 حيث دُمر أول جسر و هو جسر شمبات الرابط بين بحري وأم درمان يوم 11 نوفمبر 2023. و تلاه جسر خزان جبل أولياء الذي دُمر في 18 نوفمبر 2023 و الذي يربط بين جنوب الخرطوم بجنوب مدينة أم درمان.
و في خضم أحداث السودان في العام الجاري، دمر جسر الحلفايا، و هو أحد الجسور العشرة بالعاصمة، يوم 1 يوليو 2024 الرابط بين مدينة أم درمان و شمال مدينة الخرطوم بحري، و قد كان الجسر محط صراع؛ حيث تقاسم عليه الطرفان السيطرة شرقاً وغرباً، و أغدق الطرفان اتهامات تدميره على بعضهما مُشيرين للمصلحة الشخصية لكلا منهما بتدميره.

## اتهامات و تضارب آراء
وجه كلا من طرفي الحرب، قوات الجيش السودانية و الدعم السريع، أصابع الاتهام على بعضهما في تدمير العديد من الجسور التي تربط عاصمة الخرطوم المثلثة ببعضها إبتداءً بجسر شمبات الذي دُمر في مُقْتَبَل نزاع السودان عام 2023. و استمرت الاتهامات بتدمير الجسور موازيةً لأحداث التدمير؛ حيث تبادل الطرفان الاتهامات مرة اخرى بشأن تدمير جسر الحلفايا و صرح قوات الجيش السوداني عبر منصة فيسبوك أن قوات الدعم السريع أقدمت على تدمير جزء من كوبري الحلفايا من الناحية الشرقية، مما تسبب في حدوث أضرار بالهياكل الخرسانية.
كما أطلقت قوات الدعم السريع بيانًا عبر منصة "اكس" تُدين به قوات الجيش السودانية تدمير جسر الحلفايا مُشيرة أن مليشيات  البرهان ألقت الاتهام على قوات الدعم مداراة لجريمتها "في محاولة فاشلة ومكشوفة لصرف الأنظار والتغطية على هزائمها المتواصلة وآخرها تحرير الفرقة 17 سنجة ورئاسة ولاية سنار”.